# Difetti e virtù
Difetti e virtù è un album di Don Backy, pubblicato nel 1981 su etichetta Ciliegia Bianca.
La canzone Importa niente fu utilizzata come sigla di Domenica in 1981, mentre Viaggio è ispirata agli effetti devastanti che la droga porta agli esseri umani.
Nel disco suona anche Agostino Marangolo, componente dei Goblin.

## Tracce

### LP
Lato A
Testi e musiche di Don Backy.
1. Viaggio – 4:27
2. Attesa – 3:46
3. Grande uomo – 4:16
4. Il pianeta del sole – 4:30

Lato B
Testi e musiche di Don Backy.
1. Difetti & virtù – 4:01
2. Pensieri di mattina – 4:02
3. Playboy – 3:20
4. Importa niente – 4:07

### CD
Testi e musiche di Don Backy.
1. Viaggio – 4:27
2. Attesa – 3:46
3. Grande uomo – 4:16
4. Importa niente – 4:07
5. Difetti & virtù – 4:01
6. Pensieri di mattina – 4:02
7. Playboy – 3:20
8. Il pianeta del sole – 4:30

## Formazione
- Don Backy - voce
- Maurizio Guarini - pianoforte, tastiera, sintetizzatore
- Marco Rinalduzzi - chitarra
- Fabio Pignatelli - basso
- Agostino Marangolo - batteria
- Luciano Ciccaglioni - chitarra
- Adriano Giordanella - percussioni
- Marco Pellacani - trombone
- Doriano Beltrame - tromba
- Gianni Oddi - sax
- Fratelli Balestra - cori
- Paola Frizzi - corista (brano: Viaggio)

Note aggiuntive
- Registrato presso Studio Forum di Roma, Italia
- Franco Patrignani - tecnico del suono
- Marco Neil - aiuto tecnico del suono
- Mario Pezzolla - collaborazione artistica
- Monica Coen - fotografie protagonisti (retrocopertina album)
- Roberto Ferrantini - fotocolor copertina album
- Dino Vitola - management
- Carosello C.E.N.E.D. srl - promozione e marketing
- Dischi Ricordi S.p.A. - distribuzione[1]